# Solanum laevigatum
Solanum laevigatum är en potatisväxtart som beskrevs av Michel Félix Dunal. Solanum laevigatum ingår i släktet skattor som ingår i familjen potatisväxter. Inga underarter finns listade i Catalogue of Life.